# LNG-Terminal Brunsbüttel
Das LNG-Terminal Brunsbüttel ist ein Flüssigerdgasterminal in Brunsbüttel in Schleswig-Holstein. Die Bundesregierung befürwortete das Projekt, um durch den Import von Flüssigerdgas (LNG) aus Übersee die Abhängigkeit von Erdgasimporten aus Russland zu vermindern.

## Geschichte

### Hintergrund
Bis 2022 gab es in Deutschland kein Terminal für LNG, wie verflüssigtes Erdgas in der Kurzform bezeichnet wird. Es wurde zum Bunkern unter anderem mit Tank-LKWs aus niederländischen oder belgischen Häfen gebracht. Kleinere LNG-Mengen erreichen Deutschlands Gasnetz über Pipelines aus den nahen europäischen Terminals.
Am 27. Februar 2022 kündigte Bundeskanzler Olaf Scholz aus Anlass des russischen Überfalls auf die Ukraine im Rahmen einer Sondersitzung des Deutschen Bundestages an, dass in Deutschland kurzfristig zwei LNG-Terminals in Brunsbüttel und Wilhelmshaven errichtet werden sollen. Später beschloss die Bundesregierung den Bau weiterer Terminals. Brunsbüttel ist einer von vier Standorten in Deutschland, an denen ab 2022 insgesamt sechs schwimmende LNG-Terminals entstehen sollen. Die weiteren Standorte sind zwei Anlagen des LNG-Terminals Wilhelmshaven, das LNG-Terminal Stade, das LNG-Terminal Mukran und das LNG-Terminal Deutsche Ostsee in Lubmin.

### Entwicklung
Das Projekt wird durchgeführt von der German LNG Terminal GmbH, die 2018 als Joint Venture von den drei Unternehmen Gasunie LNG Holding B.V., Vopak LNG Holding B.V. und der Oiltanking GmbH gegründet wurde.
Bereits Anfang 2019 hatte die Bundesregierung durch eine Gesetzesänderung LNG-Terminals mit Pipelines gleichgesetzt. Dies sollte Investoren den Einstieg in solche Projekte erleichtern.
Um den Bau des LNG-Terminals in Brunsbüttel zu beginnen, beteiligte sich die Kreditanstalt für Wiederaufbau (KfW) als Anteilseigner an dem Projekt. Gasunie und die (KfW) für die deutsche Bundesregierung unterzeichneten am 4. März 2022 eine entsprechende Absichtserklärung.
Um das Terminalprojekt im Interesse einer stabilen Energieversorgung mit Gas zügig fertigzustellen, kamen die Gesellschafter zu dem Ergebnis, dass Gasunie der beste Partner für die Bundesregierung ist. Die Vopak LNG Holding B.V. sowie die Oiltanking GmbH schieden 2022 aus dem Gesellschafterkreis aus. Der Bund beteiligte sich über die KfW mit 50 Prozent an dem Terminal. Betreiber ist Gasunie, die zu 100 Prozent dem niederländischen Staat gehört, RWE ist Projektpartner.
Die Bundesregierung optionierte 2022 über die Unternehmen RWE und Uniper drei schwimmende LNG-Terminals (Floating Storage and Regasification Units, FSRU), um die Versorgungssicherheit in Deutschland weiter zu erhöhen.
Bei einem Besuch von Bundeskanzler Olaf Scholz in den Vereinigten Arabischen Emiraten wurde am 25. September 2022 bekanntgegeben, das von dort eine erste LNG-Lieferung im Dezember 2022 in Brunsbüttel eintreffen soll. Sie ist mit 1,37 Millionen Kilowattstunden vergleichsweise gering im Verhältnis zu der mit der Pipeline Nord Stream 1 transportierten Menge, die sich Anfang 2022 auf täglich 1,7 Millionen Kilowattstunden belief.

## Planung

### Betriebliches Konzept
Geplant waren Bau und Betrieb eines LNG-Terminals zur Entladung von LNG-Tankern mit Anlegemöglichkeiten für zwei Schiffe bis zur QMax-Größe (auch Qatar-Max), also  Schiffe, die gerade noch den Hafen von Ras Laffan in Katar anlaufen können. Sie sind 345 m lang, 53,8 m breit und können rund 266.000 m³ verflüssigtes Erdgas transportieren. Es wird über zwei LNG-Tanks mit einer Kapazität von jeweils 165.000 m³ verfügen und ausgestattet sein zur Entladung von Schiffen, zur Regasifizierung, zur Einspeisung ins Erdgasnetz und den Weitertransport in Tankkraftwagen, Kesselwagen der Eisenbahn und in Bunkerschiffen.
Das Importterminal für verflüssigtes Erdgas (LNG) in Brunsbüttel kann perspektivisch auch zum Aufbau einer Infrastruktur für Wasserstoff und grüne Gase beitragen. Zu diesem Schluss kam eine Untersuchung der Technischen Universität Hamburg (TUHH).

### Standort
Als Standort wurde Brunsbüttel gewählt, da die Elbe und der Nord-Ostsee-Kanal wichtige Wasserstraßen sind. Die Ostsee, die skandinavischen und baltischen Häfen sind gut erreichbar und besonders Hamburg als größter deutscher Hafen ist nahe gelegen. In direkter Nachbarschaft westlich des vorgesehenen Bauplatzes befindet sich die Sondermüllverbrennungsanlage Sava. Östlich grenzt das stillgelegte Kernkraftwerk Brunsbüttel an. Nördlich beginnt jenseits der Kreisstraße 75 das Industriegebiet „Chemcoast Park“.
Die Bürger der Region wurden im Februar 2019 informiert und beteiligt.

### Wirtschaftliches Konzept
German LNG plante das Terminal nach dem Betreibermodell Build, Own, Operate. Die Gesellschaft vermietet die Kapazität ihres Lagers, hält jedoch kein Eigentum an der gelagerten Ware. Sie bezeichnet sich entsprechend selbst als „unabhängiger Betreiber“. Der Betreiber bietet einen „offenen und diskriminierungsfreien Zugang“, hat also weder Kenntnis von noch Einfluss auf die Herkunft des LNG. Am 6. September 2018 hat German LNG mit RWE Supply and Trading einen Vorvertrag „Heads of Agreement“ über einen unbestimmten Teil der Gesamtkapazität des Terminals abgeschlossen. Mit dem Schweizer Energieunternehmen Axpo wurde im Mai 2019 ebenfalls ein Vorvertrag über Kapazitäten geschlossen. Die geplante Regasifizierungskapazität entspricht der Umschlagkapazität, sodass ein Absatz des Produkts in flüssiger Form nicht erforderlich ist.
Im Juli 2023 genehmigte die Europäische Kommission nach den EU-Beihilfevorschriften die deutsche Förderung zum Bau und Betrieb des Terminals mit 40 Mio. Euro. Die Grünen in Schleswig-Holstein lehnten einen staatlichen Zuschuss für das Projekt ab. Laut Medienberichten von Anfang Oktober 2024 sollen die Baukosten etwa eine Milliarde Euro anstelle der ursprünglich beabsichtigten 740 Millionen Euro betragen.

## Bauphase und Eröffnung

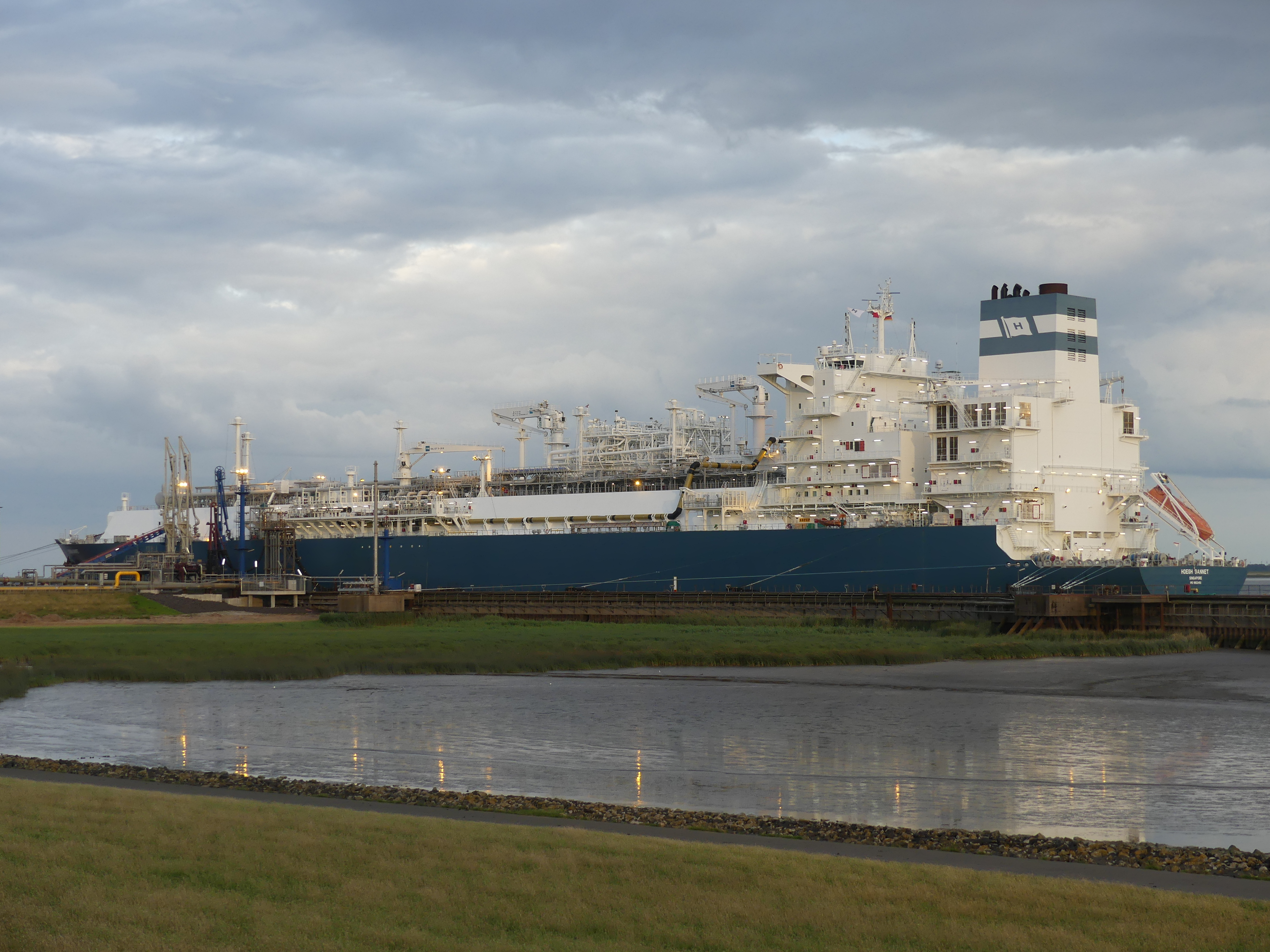
Das Regasifizierungsschiff Höegh Gannet am Terminal, 2023

Am 19. September 2022 erteilte das Amt für Planfeststellung Energie (ein seit 2013 dem Ministerium für Energiewende, Klimaschutz, Umwelt und Natur des Landes Schleswig-Holstein zugeordnetes Amt) dem Vorhabenträger Gasunie die Plangenehmigung für den Bau einer drei Kilometer langen Gasleitung (ETL 185). Die Pipeline wird das schwimmende Flüssiggasterminal mit dem schleswig-holsteinischen Gasverteilnetz verbinden. Durch den Erhalt der Plangenehmigung durfte Gasunie offiziell mit den Bauarbeiten beginnen.
Im November 2023 wandte sich die Betreiberfirma an die Polizei und zeigte mehrere Fälle von Sabotage an, bei denen offenbar mit Spezialwerkzeug mehrere Löcher in die Pipeline im vierten Bauabschnitt gebohrt worden waren. Die Bundesanwaltschaft nahm Ermittlungen wegen eines Anfangsverdachts der verfassungsfeindlichen Sabotage auf.
Das mit 34.000 Kubikmetern Flüssiggas beladene Regasifizierungsschiff Höegh Gannet, das RWE im Auftrag der Bundesregierung (Kabinett Scholz) gechartert hat, legte am 20. Januar 2023 am LNG-Terminal Brunsbüttel an. Vor Ort waren Bundeswirtschaftsminister Robert Habeck (Bündnis 90/Die Grünen), der schleswig-holsteinische Ministerpräsident Daniel Günther (CDU), der schleswig-holsteinische Energieminister Tobias Goldschmidt (Bündnis 90/Die Grünen) und der RWE-Vorstandsvorsitzende Markus Krebber. Das Schiff ermöglicht als schwimmendes Importterminal die Anlandung und Wiederverdampfung von flüssigem tiefkaltem Gas, das in das Gasfernleitungsnetz eingespeist wird.

## Betrieb
Im Auftrag von RWE legte der erste Flüssiggastanker, die Ish, mit 137.000 Kubikmetern LNG des Öl- und Gaskonzerns ADNOC aus Abu Dhabi im Februar 2023 an. Zum 1. Januar 2024, rund zehn Monate nach dem ersten LNG-Import, hat RWE die in Brunsbüttel errichtete LNG-Infrastruktur an die bundeseigene Deutsche Energy Terminal übergeben.

## Kritik

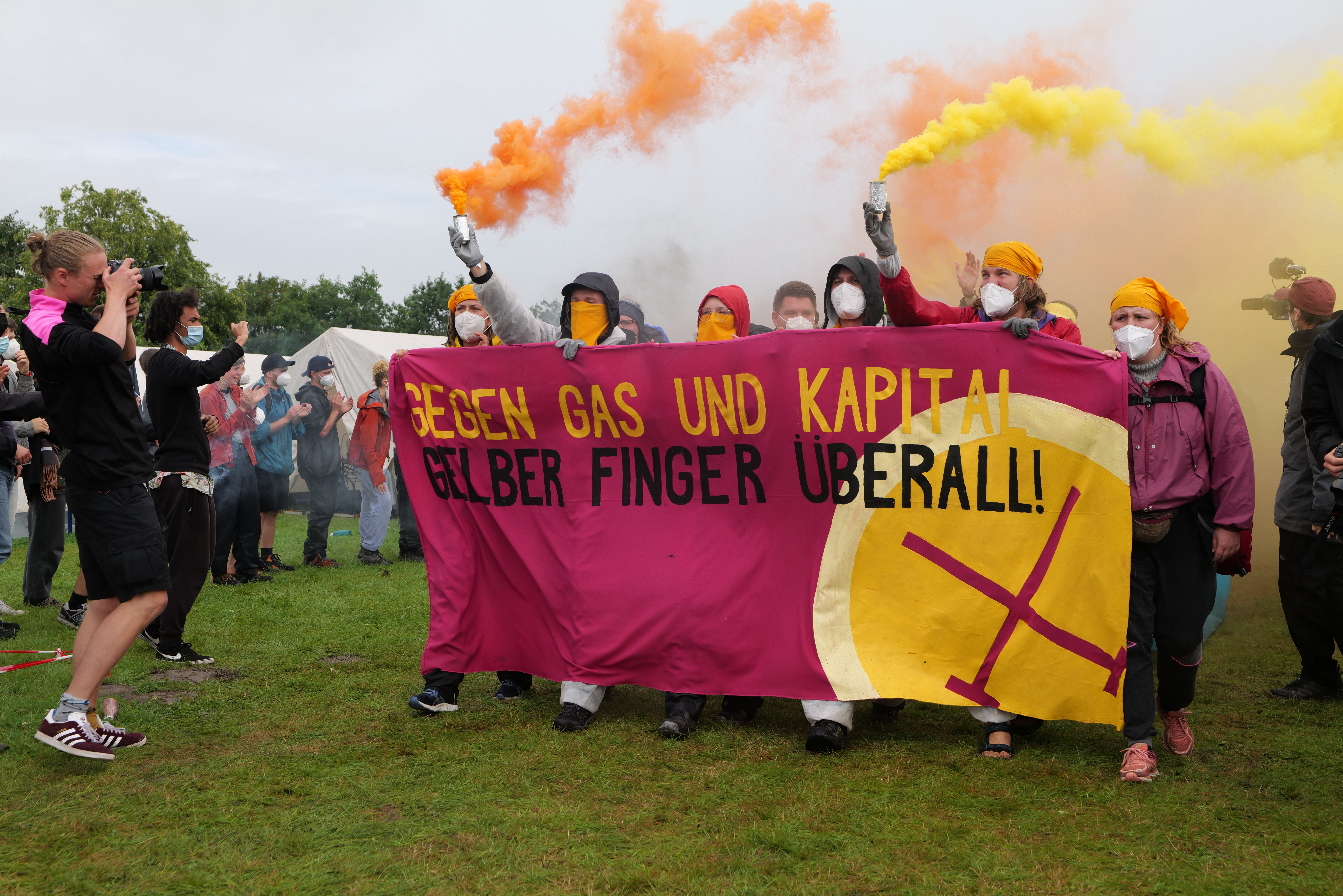
Protest gegen LNG im August 2021 in Brunsbüttel

Die Deutsche Umwelthilfe erklärte 2019, dass das LNG-Terminal nicht genehmigungsfähig sei wegen seiner Nähe zu Störfallbetrieben in Form einer Sondermüllverbrennungsanlage, einem Chemiepark, dem ehemaligen Kernkraftwerk Brunsbüttel sowie einem Zwischenlager für radioaktive Abfälle. Sie hatte dazu ein Gutachten in Auftrag gegeben. Den Bau bezeichnete die Deutsche Umwelthilfe als klimapolitisch verheerend und kündigte eine Klage an, von der sie später absah.
Die Organisation Ende Gelände rief im Sommer 2021 zu einer groß angelegten Protestaktion gegen das geplante LNG-Terminal sowie zu einer Klimaschutzaktion in einem Industriegebiet auf. Daran beteiligten sich etwa 2000 Personen, die die Zufahrt zum Düngemittelhersteller Yara-Werk Brunsbüttel sowie Bahngleise blockierten. Eine kleinere Gruppe führte mit Kanus eine Blockade des Schiffsverkehrs auf dem Nord-Ostsee-Kanal durch. Die Proteste waren Teil eines Aktionstag der internationalen Bündnisses Shale Must Fall (deutsch: Schiefergas muss gestoppt werden).
Laut Aussage der „Bürgerinitiative gegen CO2-Endlager e.V.“ sei die „Belastung mit Luftschadstoffen“ durch das im Brunsbütteler Elbehafen liegende Terminalschiff Höegh Gannet hoch, während gleichzeitig die Auslastung der FSRU so gering sei, „dass sie keinen nennenswerten Beitrag zur Versorgung mit Gas leistet“. Außerdem veröffentlicht sie im Oktober 2023 Hinweise darauf, dass Anwohner „erheblichen Lärmbelastungen“ ausgesetzt seien, die sich „als tieffrequentes Brummgeräusch“ bemerkbar machen würden. Nach Angaben des NDR geht RWE jedoch davon aus, dass die Lärmbelästigung durch das Verbrennen des Boil-off-Gases beendet sei, wenn das Schiff im Regelbetrieb ist und seine Gasmengen ins Netz einspeisen kann.
Ein Eilantrag auf Baustopp von Landwirten und Grundstückseigentümern gegen die LNG-Anbindungsleitung von Brunsbüttel nach Hetlingen war nicht erfolgreich.
Gegen die beihilferechtliche Genehmigung der EU-Kommission klagt Hanseatic Energy Hub (LNG-Terminal Stade) vor dem Gericht der Europäischen Union: Die deutsche Subvention sei eine Wettbewerbsverzerrung und das LNG-Terminal Brunsbüttel auch ohne ausgekommen. Ein Rechtsgutachten im Auftrag der DUH kommt zu ähnlichen Zweifeln und fordert eine Rücknahme der finanziellen Unterstützung.
Auch Die Linke kritisierte angesichts der jüngsten Kostensteigerung, der Bund habe sich mit seiner „bedingungslosen Unterstützung für LNG-Terminals erpressbar gemacht“ und müsse nun „teuer draufzahlen, damit die Betreiberkonzerne nicht aussteigen“. Nach Recherchen von Panorama 3 ist das wirtschaftliche Risiko für die Staatsbeteiligung auch zwei Jahre nach der Eröffnung weiterhin hoch. Außerdem seien die Antragsunterlagen oft inakzeptabel gewesen.